# CD Estrela Vermelha
Der Clube Desportivo Estrela Vermelha de Maputo, besser bekannt als CD Estrela Vermelha, ist ein mosambikanischer Sportverein mit Sitz in der Stadt Maputo. Er wurde während der portugiesischen Kolonialzeit am 4. Oktober 1934 als Clube Desportivo Malhangalene gegründet. Der Spitzname des Verein lautet die Leoparden.

## Geschichte
Der Sportverein wurde während der portugiesischen Kolonialzeit am 4. Oktober 1934 als Clube Desportivo Malhangalene gegründet. Der Name leitet sich vom historischen Viertel der Stadt Lourenço Marques, dem damaligen Namen der mosambikanischen Hauptstadt Maputo, ab. In dieser Ära wurde der Club zu einem Kooperationsverein (umgangssprachlich: Farmteam) des portugiesischen Top-Clubs FC Porto und trug ab etwa 1960 mit kleinen Abänderungen das gleiche Emblem.
Nach der Unabhängigkeit von Mosambik wurde der Club in Centro Popular de Maputo umbenannt, ein Name, den er bis 1978 behielt. Später, am 5. Dezember 1979, wurde der Verein unter dem Namen CD Estrela Vermelha neugegründet.
Während seiner Geschichte hatte der Verein erhebliche Erfolge im Basketball und Rollhockey. Die Basketballmannschaft gewann 1974 die Meisterschaft von Portugal, das letzte Jahr, in dem Vereine aus Mosambik aufgrund der Ereignisse der Nelkenrevolution am 25. April 1974 und der anschließenden Unabhängigkeitserklärung von Mosambik aus Portugal am 25. Juni 1975 an diesem Wettbewerb teilnahmen. Die Rollerhockeyspieler gewannen sieben nationale Meisterschaften: drei von 1958 bis 1960 und vier aufeinanderfolgende Titel von 1990 bis 1993. Darüber hinaus gewann das Team 1964 den portugiesischen Pokal. Fernando Amaral Adrián (1939–2006), der zwischen 1958 und 1974 fünfmal Weltmeister wurde, begann seine Karriere bei CD Malhangalene.
Die Fußballmannschaft hat bisher noch keinen größeren Titel gewonnen. 1986 erreichte sie erstmals das Finale des mosambikanischen Pokals, scheiterte jedoch an CD Maxaquene mit 2:0. Trotz dieser Niederlage qualifizierte sich Estrela Vermelha für die Recopa Africana, schied jedoch in der ersten Runde gegen den sambischen Fußballverein Nchanga Rangers FC aus.

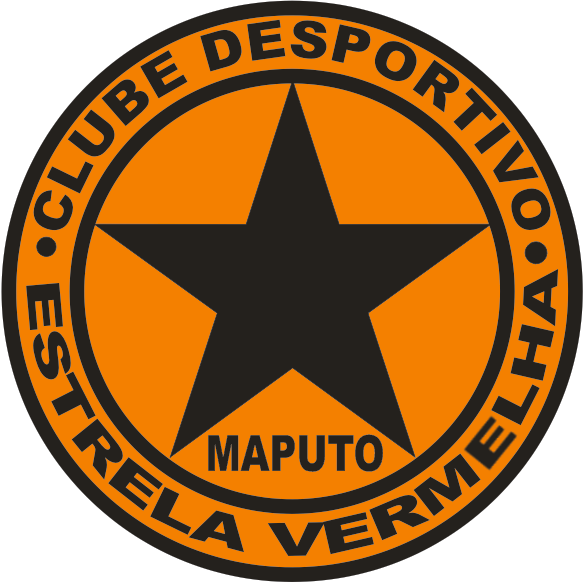
Wappen des Vereins

Estrela Vermelha spielte mehrmals in der Moçambola, der höchsten Spielklasse des Landes, und steht in der ewigen Tabelle mit 156 Punkten auf Platz 15. Zuletzt erstklassig spielte der Verein 2016 und stieg auf Platz 14 ab. Derzeit befindet sich der Hauptstadt-Club in der zweitklassigen Segunda Divisão und wurde 2023 in Gruppe B Dritter. Im selben Jahr gewann der Verein den Maputo Cidade Cup, die Städtemeisterschaft der Hauptstadt Maputo.

## Stadion
Die Heimspielstätte der Fußballmannschaft ist das Estádio da Machava in Matola, mit einer Kapazität von 45.000 Zuschauern. Die Hockeymannschaft trägt ihre Spiele im Pavilhão do Estrela Vermelha aus, der etwa 2000 Plätze umfasst.

## Erfolge

### Fußball
- Zweitligameisterschaften: 1989, 2000, 2005, 2006, 2015[11]
- Taça de Moçambique: Finalist 1986
- Maputo Städtemeisterschaft: 1993, 1999, 2000, 2002, 2003, 2010, 2011, 2014, 2023[12]

### Basketball
- Portugiesische Meisterschaft: 1974

### Rollhockey
- Mosambikanische Meisterschaften: 1958, 1959, 1960, 1990, 1991, 1992, 1993
- Portugiesischer Pokal: 1964